# Leonard Harkiewicz (Charkiewicz)
Leonard Harkiewicz vel Charkiewicz (ur. 28 października 1897 w Warszawie, zm. 24 marca 1985 tamże) – polski urzędnik sądowy, sekretarz naczelny Wydziału Rachuby w Sądzie Apelacyjnym w Warszawie, współredaktor czasopisma "Apel" (Organ Związku Zrzeszeń Urzędników Sądowych i Prokuratorskich RP), skarbnik Zarządu Głównego Związku Zrzeszeń Urzędników Sądowych i Prokuratorskich RP.
W młodości jeden z bardziej utalentowanych zawodników kolarskich Warszawskiego Towarzystwa Cyklistów, startujący głównie w wyścigach na torze w latach 1915-1923, nieoficjalny mistrz Polski z lat 1919 i 1920 na dystansie 1000m. 22 maja 1922 na przebudowanym torze WTC na warszawskich Dynasach wynikiem 12,8 sekund ustalił nowy rekord sprinterski jednego okrążenia (200m). Przyczyny zawieszenia kariery sportowej nie są do końca znane, tak samo jak zmiana nazwiska na Charkiewicz dokonana około roku 1930.